# Kleines Theater (Südwestkorso)

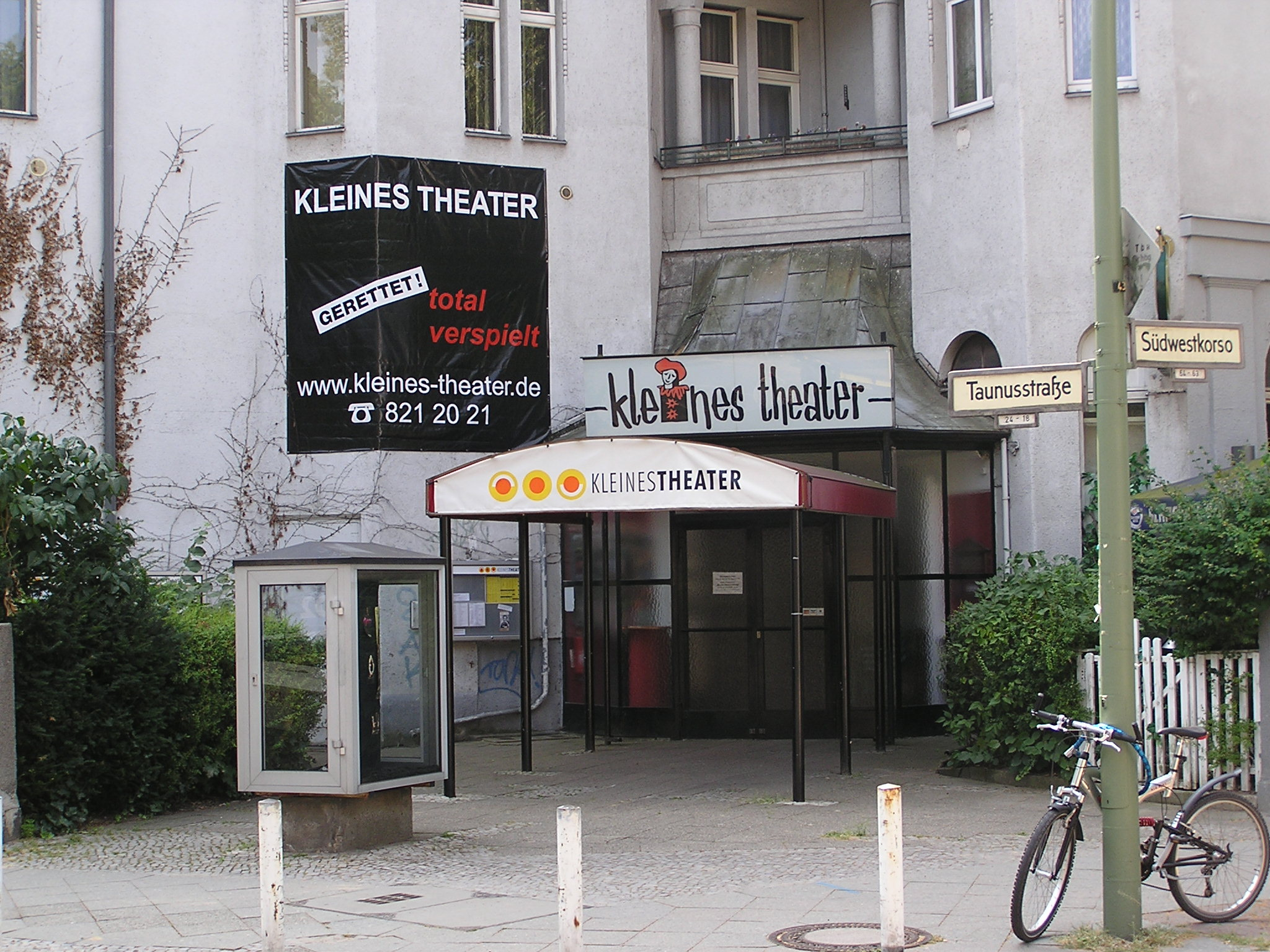
Kleines Theater am Südwestkorso

Das Kleine Theater am Südwestkorso liegt im Berliner Ortsteil Friedenau des Bezirks Tempelhof-Schöneberg. Es gilt als kultureller Anziehungspunkt der Kleinkunst in Friedenau.

## Das Theater
Das klassische Kammerspieltheater wurde 1973 von Sabine Fromm im Eckhaus Südwestkorso und Taunusstraße gegründet, nachdem das vormals dort etablierte Kino Korso den Betrieb eingestellt hatte. Das Theater bietet 99 Plätze und eine kleine Bar im hinteren Zuschauerraum. Hier wurde unter anderem über viele Jahre hinweg die musikalische Revue Das Küssen macht so gut wie kein Geräusch mit sehr großem Erfolg aufgeführt.
Im Jahr 2006 hat nach 33 Jahren erstmals die Leitung des Theaters gewechselt. Die Regisseurin Karin Bares hat sowohl die künstlerische Leitung wie auch die Geschäftsführung übernommen. Des Weiteren inszeniert sie auch regelmäßig vor Ort.